# Igor Kokoškov
Igor Kokoškov (in serbo Игор Кокошков?; Belgrado, 17 dicembre 1971) è un allenatore di pallacanestro serbo naturalizzato statunitense.

## Carriera
Ha guidato la Georgia a tre edizioni dei Campionati europei (2011, 2013, 2015) e la Slovenia ai Campionati europei del 2017.